# Bulbophyllum multiflorum
Bulbophyllum multiflorum är en orkidéart som beskrevs av Henry Nicholas Ridley. Bulbophyllum multiflorum ingår i släktet Bulbophyllum och familjen orkidéer.
Artens utbredningsområde är Madagaskar. Inga underarter finns listade i Catalogue of Life.